# 14P/Wolf
O 14P/Wolf é um cometa periódico do nosso Sistema Solar.

## Descoberta
O cometa foi descoberto no dia 17 de setembro de 1884, por Max Wolf (Heidelberg, Alemanha). Foi descoberto dias depois, mas não creditado, por Ralph Copeland (Dun Echt Observatory, Aberdeen, Escócia), em 23 de setembro.

## Características orbitais e físicas
Anteriormente, o cometa tinha um periélio de 2,74 UA e um período orbital de 8,84 a, isso mudou para um periélio de 2,43 UA e um período orbital de 8,28 a, devido à passagem a 0,125 AU de distância de Júpiter em 27 de setembro de 1922, os valores atuais foram calculados a partir de quando o cometa passou perto de Júpiter novamente em 13 de agosto de 2005. Outra abordagem perto de Júpiter em 10 de março de 2041 irá devolver o cometa os parâmetros semelhantes ao período entre 1925-2000.
O núcleo do cometa é estimado em 4,7 quilômetros de diâmetro.